# لی (جین)
لی (انگلیسی: Lee) یک برند شلوار جین (پارچه دنیم) می‌باشد که نخستین بار در سال ۱۸۸۹ در سالینا، کانزاس تولید شد. برند لی متعلق به شرکت پوشاک وی‌اف کورپوریشن می‌باشد.